# Флейтовые птицы (подсемейство)
Флейтовые птицы (лат. Cracticinae) — подсемейство воробьиных птиц в семействе ласточковых сорокопутов.

## Список родов и видов
В состав подсемейства включают пять родов с 13 видами:
- Род Cracticus Vieillot, 1816 — Флейтовые птицы
  - Cracticus mentalis Salvadori & Albertis, 1875 — Черноспинная флейтовая птица
  - Cracticus torquatus (Latham, 1802) — Сероспинная флейтовая птица
  - Cracticus cassicus (Boddaert, 1783) — Черноголовая флейтовая птица
  - Cracticus louisiadensis Tristram, 1889 — Серая флейтовая птица
  - Cracticus nigrogularis (Gould, 1837) — Сорочья флейтовая птица
  - Cracticus argenteus
- Род Melloria
  - Melloria quoyi (Lesson, 1827) — Чёрная флейтовая птица
- Род Gymnorhina Gray, 1840 — Вороны-свистуны
  - Gymnorhina tibicen (Latham, 1802) — Ворона-свистун
- Род Peltops Wagler, 1829 — Пелтопсы
  - Peltops blainvillii (Garnot, 1827) — Лесной пелтопс
  - Peltops montanus (Stresemann, 1921) — Горный пелтопс
- Род Strepera Lesson, 1831 — Вороны-флейтисты
  - Strepera graculina (Shaw, 1790) — Пестрохвостая ворона-флейтист
  - Strepera fuliginosa (Gould, 1837) — Чёрная ворона-флейтист
  - Strepera versicolor (Latham, 1802) — Серая ворона-флейтист